# آشپزی پورتوریکویی

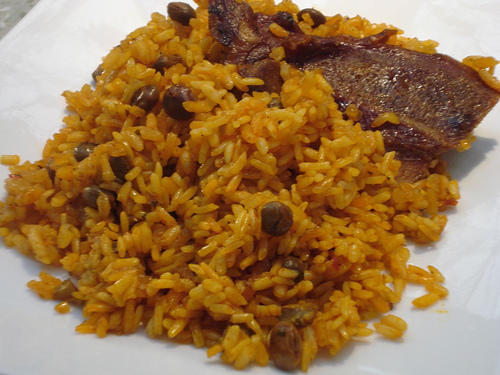
آروز کن گاندولس، که به‌طور گسترده به عنوان «غذای ملی پورتوریکو» شناخته می‌شود

آشپزی پورتوریکویی شامل سبک آشپزی و غذاهای سنتی اصیل کشور پورتوریکو است. به‌طور کلی این آشپزی که تحت تأثیر ترکیب اجداد مردم پورتوریکویی قرار گرفته که شامل بومیان تاینوس، کریولوهای اسپانیایی و بردگان آفریقایی جنوب صحرا می‌شده است. به عنوان قلمرو ایالات متحده، صحنه آشپزی پورتوریکو به‌طور متوسط تحت تأثیر آشپزی آمریکایی نیز قرار گرفته است.